# Mayall II
Mayall II, également désigné par M31 G1, est un amas globulaire de la galaxie d'Andromède, situé par conséquent dans la constellation d'Andromède à environ 800 kpc (∼2,61 millions d'al) du Soleil.
Mayall II orbite à environ 40 kpc (∼130 000 al) du centre galactique de M31, et serait l'amas globulaire le plus brillant et le plus massif du groupe local, avec une masse d'environ dix millions de masses solaires, double de celle d'omega Centauri.
Il contiendrait un trou noir intermédiaire d'environ 20 000 M☉.
La métallicité de ses étoiles est très variable, ce qui signifie que cet amas globulaire a connu plusieurs générations d'étoiles et donc plusieurs cycles de formation stellaire. Mayall II ne serait donc peut-être pas vraiment un amas globulaire au sens strict, mais pourrait être le résidu d'une ancienne galaxie naine absorbée par M31,.